# بين غاردنر
بين غاردنر (بالإنجليزية: Ben Gardner)‏ هو لاعب كرة قدم أمريكية أمريكي، ولد في 29 أبريل 1991 في بورتلاند في الولايات المتحدة.

## وصلات خارجية
- بين غاردنر على موقع مرجع كرة القدم المحترفة.كوم (الإنجليزية)